# 祥城玉皇阁
祥城玉皇阁，位于中国云南省大理州祥云县祥城镇祥姚路县医院东侧。

## 历史
玉皇阁始建于明初。明隆庆五年（1571年），澜沧兵备道副使朱奎等将其移建于今址，李元阳撰《玉皇阁创建碑记》记述。清道光年间，姚瓚修茸；同治十三年（1874年），知县黄金衔重修观音殿；民国初年大修。文革中遭到破坏，之后又被祥云县香料厂占用。1998年，居士刘美仙接管玉皇阁后着手维修。2001年对玉皇阁外表进行彩画。2003年维修老君殿。
1985年12月28日，公布为第二批祥云县文物保护单位。2013年10月23日，公布为第五批大理州文物保护单位。

## 建筑
玉皇阁建筑群坐北向南，玉皇阁为主体，南为老君殿（现兼作大门），西为灶王殿，东为观音殿，另有厢房等建筑。老君殿前为一片广场。
玉皇阁面阔三间，进深三间，基座呈方形，边长11米，明三暗四层，通高21米，三重檐青瓦四角攒尖顶。穿斗式梁柱结构，内立32根合抱木柱，南面两层斗拱出檐，四角粱龙头出阁，有陶质葫芦宝顶。顶层塑玉皇大帝，二层塑孔子，下层供奉来自缅甸的汉白玉佛像。
老君殿面阔五间，单檐歇山顶。灶君殿、观音殿均面阔三间，单檐歇山顶。

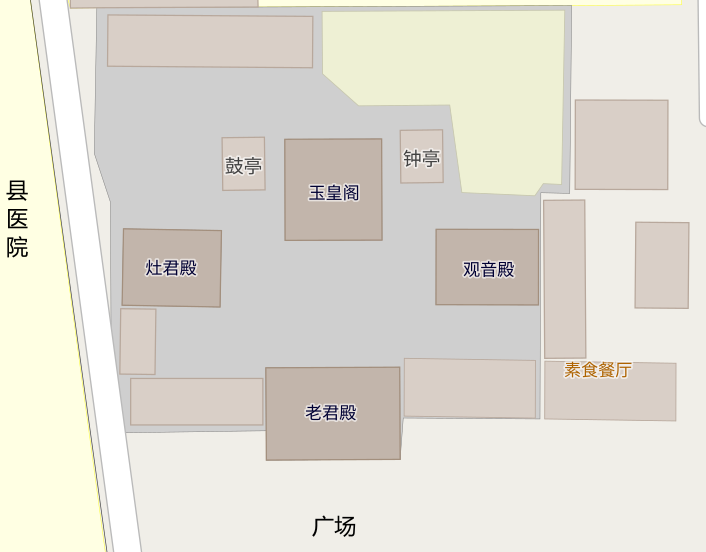
平面图
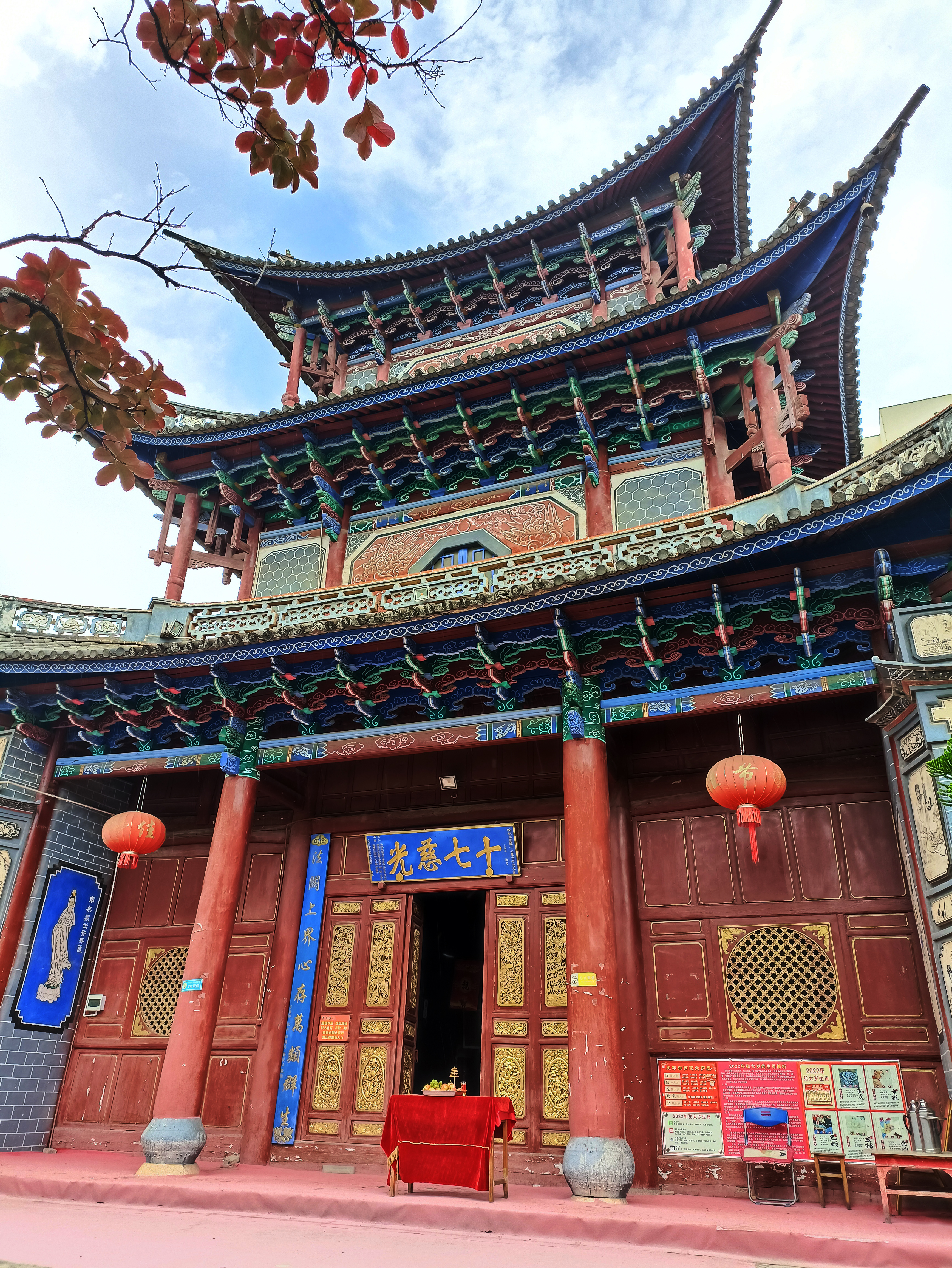
玉皇阁
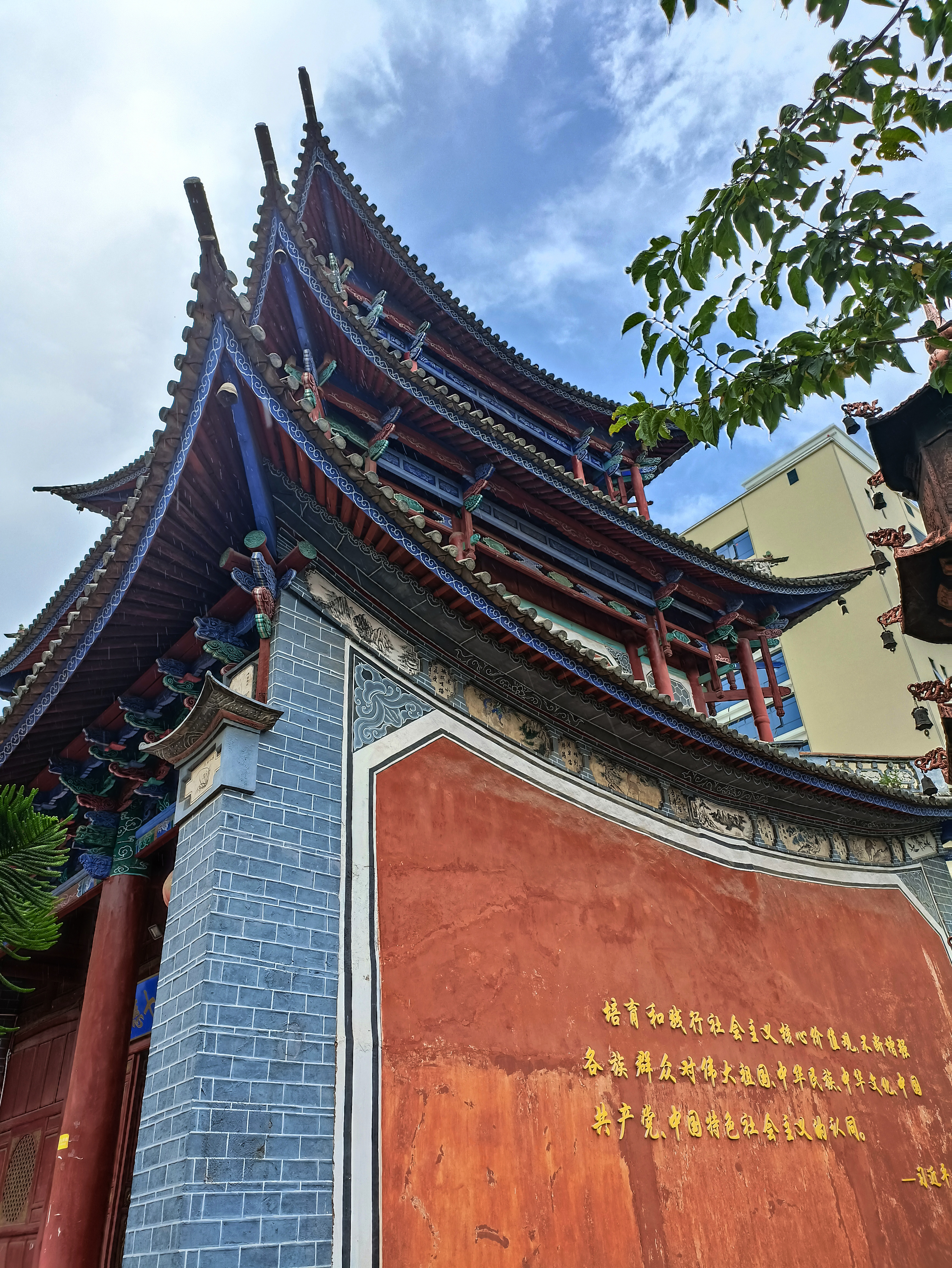
玉皇阁
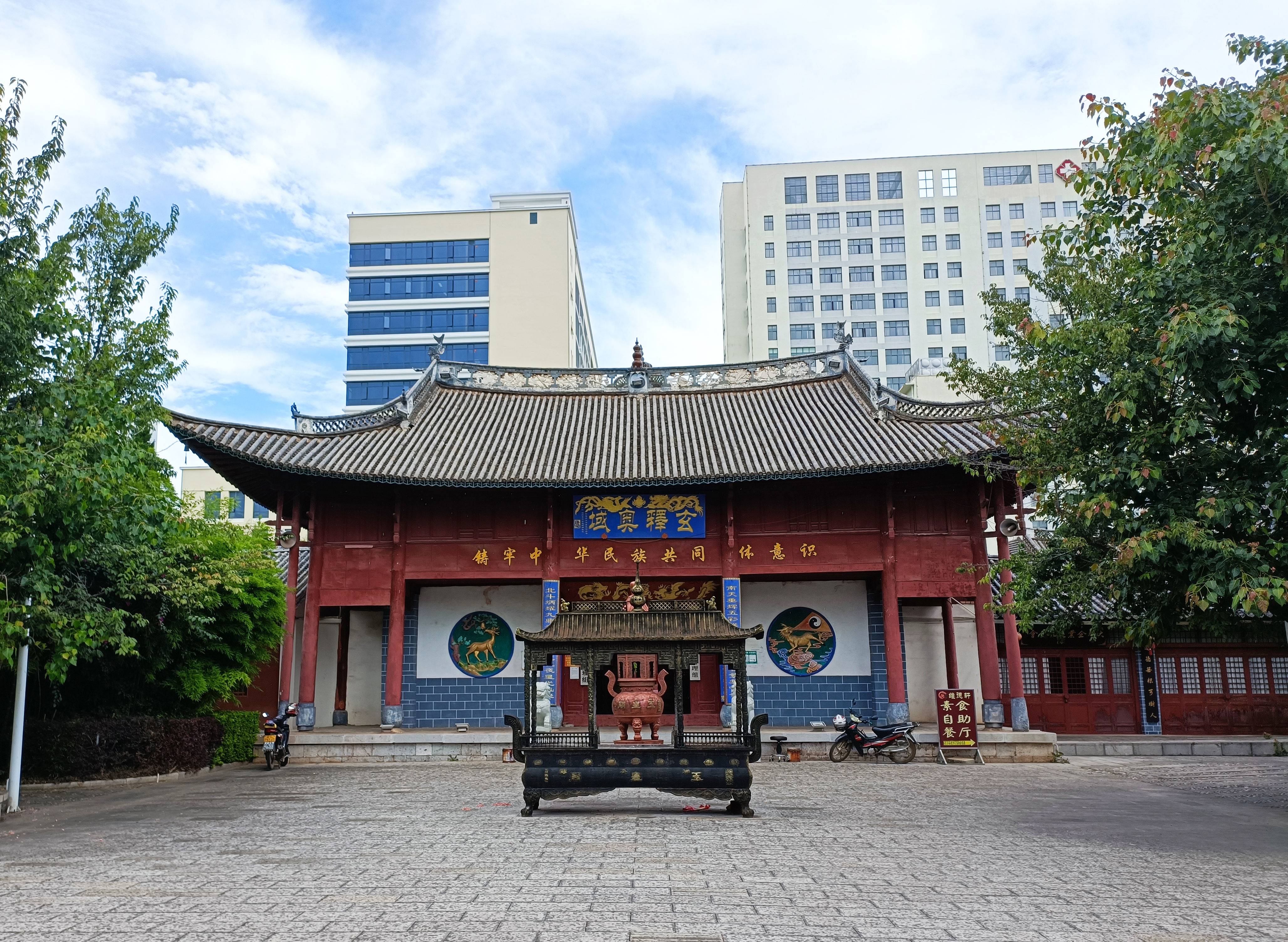
老君殿
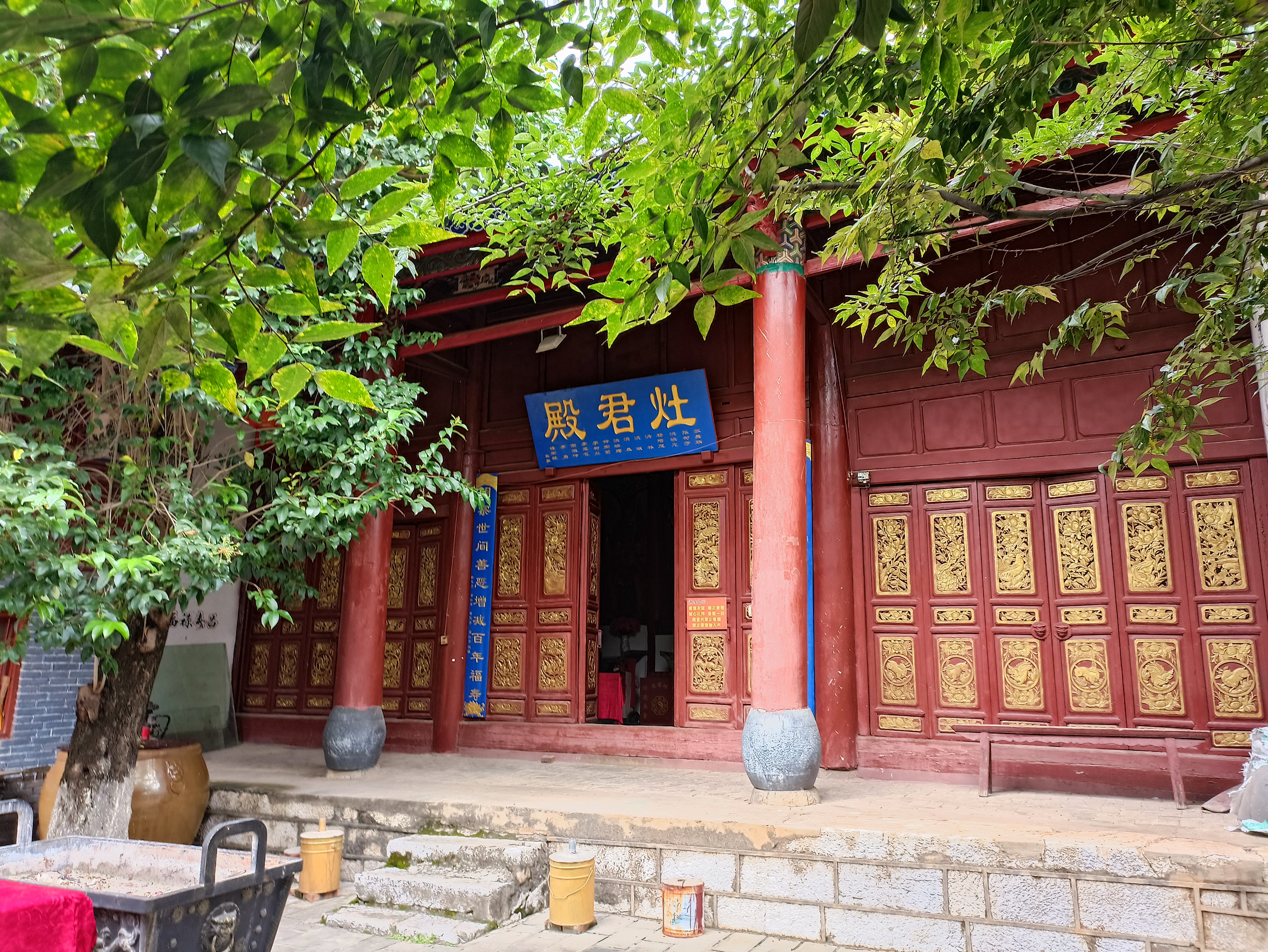
灶君殿
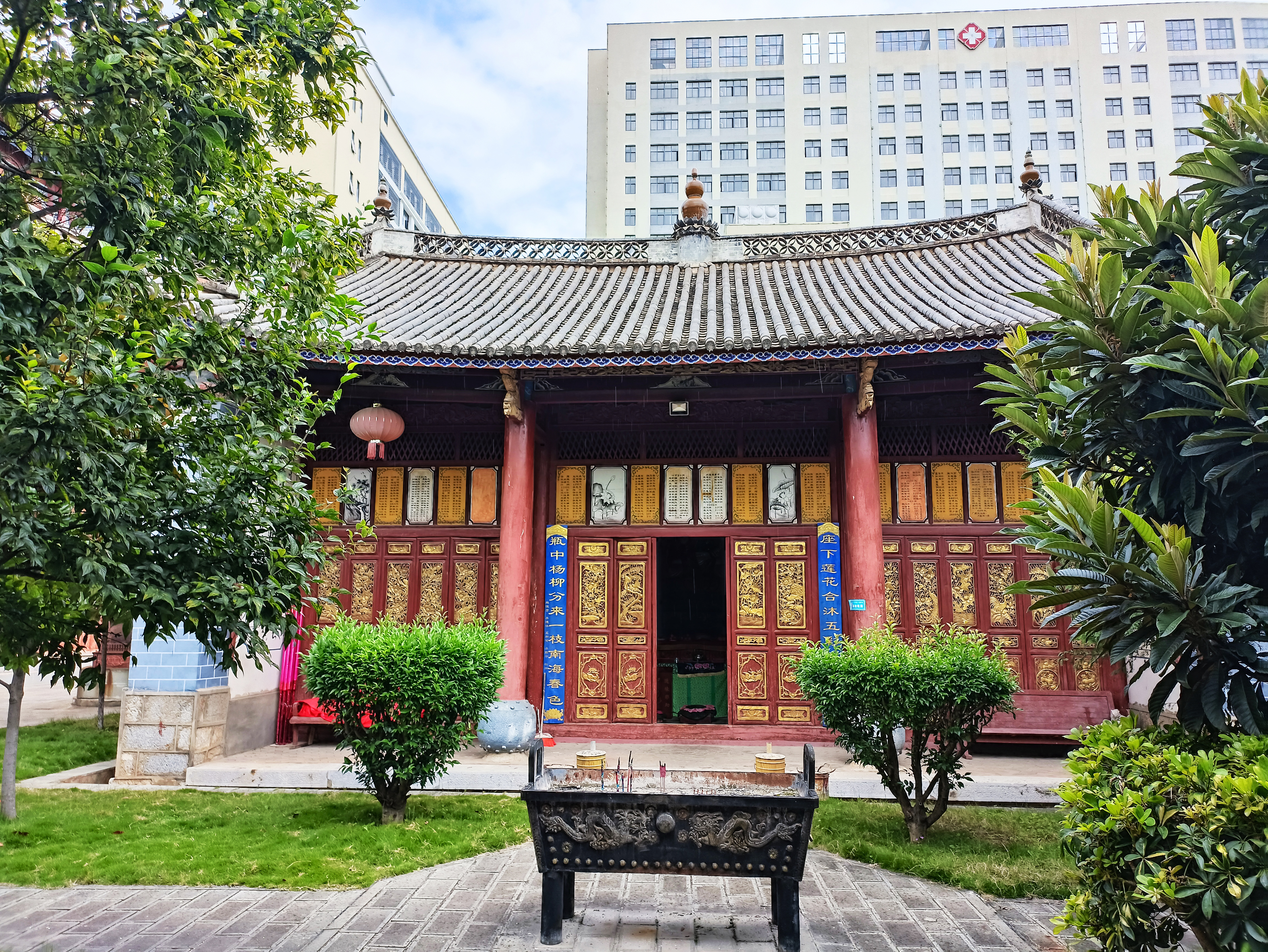
观音殿
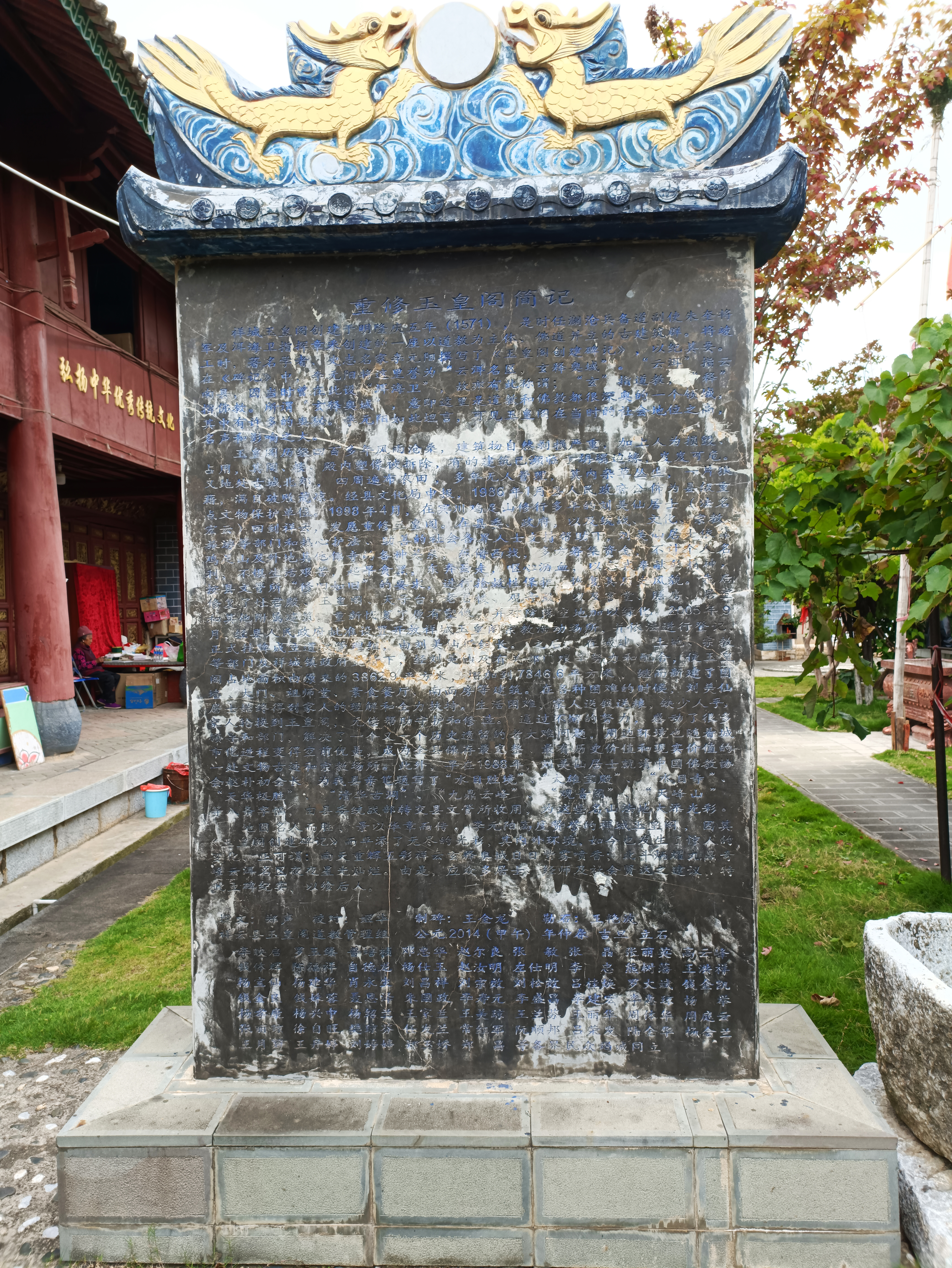
重修玉皇阁简记（2014年）
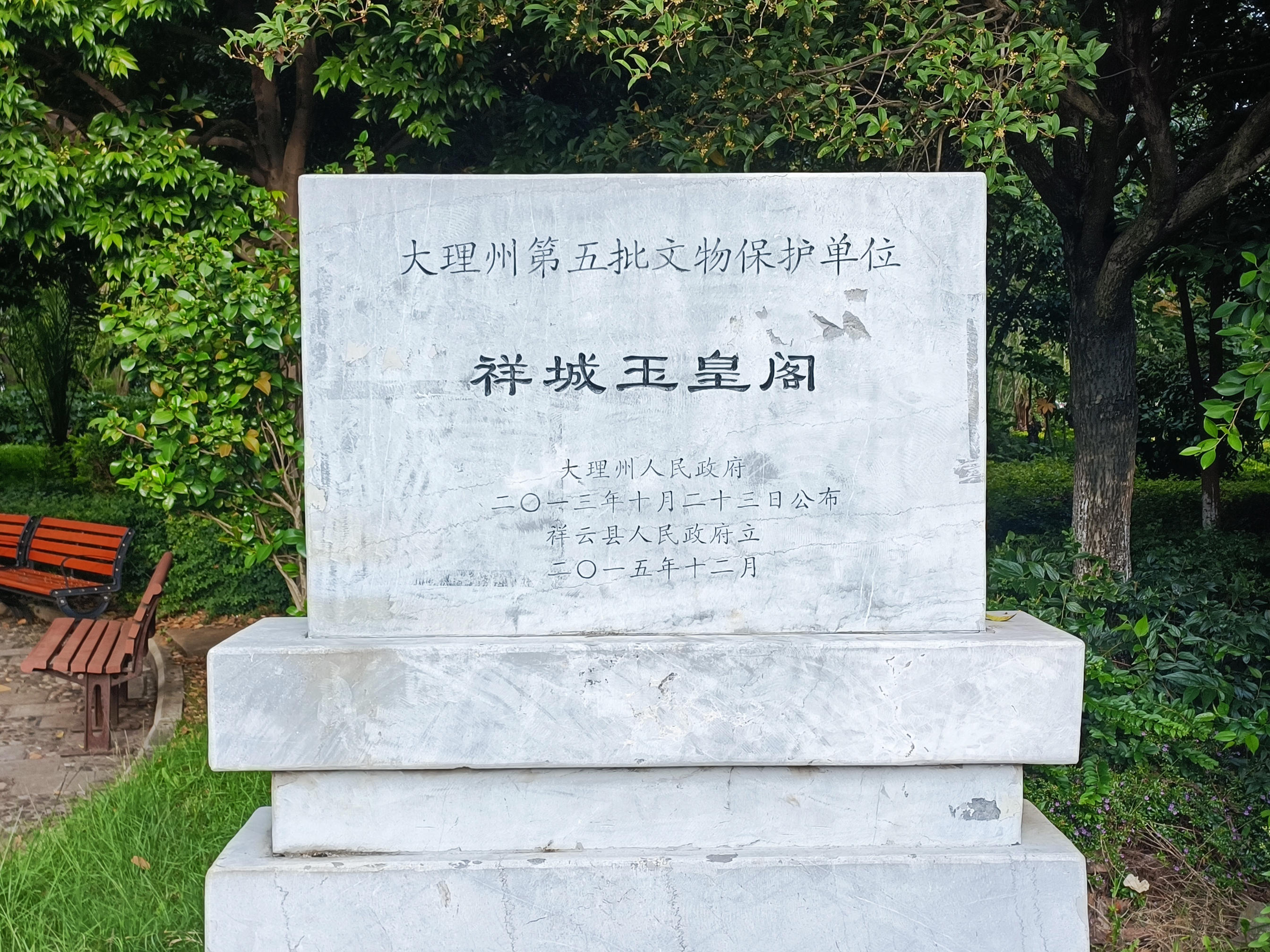
文保碑